# Jean-Yves Moyart
Jean-Yves Moyart, aussi connu sous le pseudonyme de Maître Mô, est un avocat pénaliste et blogueur français né le 21 octobre 1967 à Lille et mort dans la même ville le 20 février 2021.

## Biographie
Les parents de Jean-Yves Moyart sont enseignants de lettres. Né à Lille le 21 octobre 1967, Jean-Yves Moyart fait toute sa scolarité dans cette même ville. Il obtient en 1992 un DEA de « théorie de droit et sciences judiciaires » à l'université Lille-II et s'inscrit au Barreau de Lille la même année. Il exerce la profession d'avocat pénaliste « devant des cours d'assises et des tribunaux correctionnels ». Après avoir collaboré avec Philippe Simoneau et Christian Delbé, il ouvre son propre cabinet avec Jérôme Pianezza en 1994. Il est, pendant sept ans, « responsable du module de formation de droit pénal au sein du CRFPA de Lille », de 2002 à 2009.
À partir du printemps 2008, il tient un blog sous le pseudonyme de Maître Mô ; en 2011, l'audience du site compte cent mille lecteurs, succès dû en partie à une citation de Maître Eolas. La même année, un recueil des textes de Maître Mô est édité par La Table ronde sous le titre Au guet-apens : chroniques de la justice pénale ordinaire. Une réédition suit en 2013. En 2012, le site est fréquenté chaque jour par 20 000 lecteurs. Son blog inspire le scénario du film Le Fil, de Daniel Auteuil, en 2024. 
En 2015, l'avocat déclare que la moitié de son activité porte sur des dossiers bénéficiant de l'aide juridictionnelle. En parallèle, il assure la défense de maître Eolas dans le procès en correctionnelle que lui intente l'Institut pour la justice, et celle de Denis Waxin. Moyart participe également à la revue de reportage XXI, où il signe « Au bout de la défense » dans le no 17.
Atteint d'un cancer, il meurt le 20 février 2021 à l'âge de 53 ans,.

## Ouvrage
- Maître Mô, Au guet-apens : chroniques de la justice pénale ordinaire, La Table ronde, 2011  (ISBN 978-2-7103-6888-5) ; réédité en 2013 chez 10-18  (ISBN 978-2-264-05870-6)[13]; puis finalement en 2021 aux éditions Les Arènes,  (ISBN 979-1-0375-0508-8) sous le titre Le livre de maître Mô avec une préface de Judge Marie, de Maître Éric Morain et de Maître Eolas.

## Adaptation cinématographique
Le film Le Fil (2024), réalisé et interprété par Daniel Auteuil, est inspiré d'une histoire racontée par Maître Mô.

## Radio
- Les histoires de Maître Mô, trois épisodes de l'émission de radio Hondelatte raconte sur Europe 1[15],[16],[17],[18]